# Школа січова
Шко́ла січова́ — система навчальних закладів, відкритих і утримуваних на кошти Війська Запорозького Низового. Січова школа існувала при церкві Святої Покрови, розташованої на терені Запорізької Січі. У школах здійснювався суворий курс фізичного та військового козацького виховання. 
Першу початкову січову школу відкрили 1576 року (в межах сучасн. м. Новомосковська Дніпропетровської області).
З 1602 р. існувала як монастирська при Самарському монастирі.
1659 — на Чортомлицькій Січі було відкрито середню школу. Вона мала назву Січова центральна. У ній навчалося 50 малолітніх і близько 30 учнів старшого віку (молодиків). Подібні школи існували майже в усіх козацьких паланках.
1754 — на Січі була відкрита вища спеціальна школа. У ній готували полкову старшину, тлумачів, військових канцеляристів для паланок. Заслуженою славою користувалась відкрита на Січі школа «вокальної музики та церковного співу». У ній навчалося бл. 30 учнів.
Військовий шкільний отаман (кошовий шкільний отаман) – виборна службова особа, яка піклувалася діяльністю січової школи. Розпоряджався шкільними коштами, дбав про харчі та побутові умови для молодших і старших школярів. Військовий шкільний отаман, яких, як правило, було двоє, обирався і скидався самими школярами.
Напередодні зруйнування Січі на землях Війська Запорозького існувало близько 44 початкових шкіл.
Запорозькі козацькі школи носили чітко виражений національний характер. Навчання у них велося українською мовою. Вихованці вчилися читати, писати, рахувати, вивчали Закон Божий, відвідували заняття з музики і співу, оволодівали доступними для їхнього віку військово-фізичними вправами.